# Lav Vigotski
Lav Vigotski (rus. Лев Семёнович Выго́тский; Orša, Bjelorusija, 17. studenog 1896. — Moskva, 11. lipnja 1934.) jedan od utemeljitelja sovjetske psihologije i osnivač kulturno-povijesne psihologije, koji je predložio sociokulturalni model mentalnog razvoja, koji odražava vjerovanje u socijalnu i kulturalnu osnovu individualnog razvoja u okviru povijesne perspektive. Jedan od pionira dječje psihologije, koji je razvio okvire najutjecajnije suvremene teorije o tome kako je socijalno iskustvo utječe na kognitivni razvoj.
Lav Vigotski je rođen u Orši u Ruskom Carstvu (današnja Bjelorusija) u obitelji ruskih Židova. Otac mu je bio bankar. Sve do 1924. godine nije se bavio psihologijom, već književnom kritikom, teorijom književnosti i umjetnosti i lingvistikom. 
Postao je znanstveni suradnik reformiranoga Instituta za psihologiju u Moskvi, gdje započinje istraživanja iz kojih će razviti kulturno-povijesnu koncepciju psiholoških pojava. 
U svom prvom radu iz 1924. istražuje distinktivne psihološke karakteristike čovjeka, ističući da pored osobnoga postoji i povijesno i socijalno povijesno iskustvo, tj. kolektivna koordinacija ponašanja. Osnovnu koncepciju o problemima svijesti furmulira u istom radu. Tijekom 1928. i 1929. bavio se problemima kulturnoga razvoja djeteta, a smatra se daje do 1930. uobličio svoju kulturno-povijesnu teoriju psiholoških pojava. 
Lav Vigotski umire 1934. godine u Moskvi od tuberkuloze s 38 godina, ne dočekavši izlazak iz tiska svog osnovnog djela „Mišljenje i govor”.

## Djela
Većina djela Lava Vigotskog dugo nije tiskana u Sovjetskom Savezu. Tek četrdeset godina poslije njegove smrti jača njegov utjecaj. Nakon završetka hladnoga rata njegov je rad otkriven u Zapadnoj Europi i SAD-u te posljednjih 30-ak godina ima znatan utjecaj u svjetskoj psihologiji (tzv. Vigotskijeva škola). Uz Jeana Piageta smatra se utemeljiteljem psiholingvistike te razvojne i pedagoške psihologije.
Njegova najznačajnija djela su:
- Osnove defektologije, posth. 1986.
- Psihologija umjetnosti, 1925. (tiskana prvi put 1968.)
- Problemi kulturnog razvitka djeteta 1928.
- Psihološke lekcije, 1932.
- Mišljenje i govor, 1934.,